# 케아라닥틸루스
케아라닥틸루스(Cearadactylus)는 중생대 백악기 전기에 지금의 브라질에서 살았던 익룡이다. 속명의 뜻은 화석이 발견된 브라질 북동부의 세아라(Ceará) 주의 이름과 손가락을 의미하는 라틴어 닥틸루스(daktylos)가 결합되어 '케아라의 손가락'을 의미한다.

## 발견

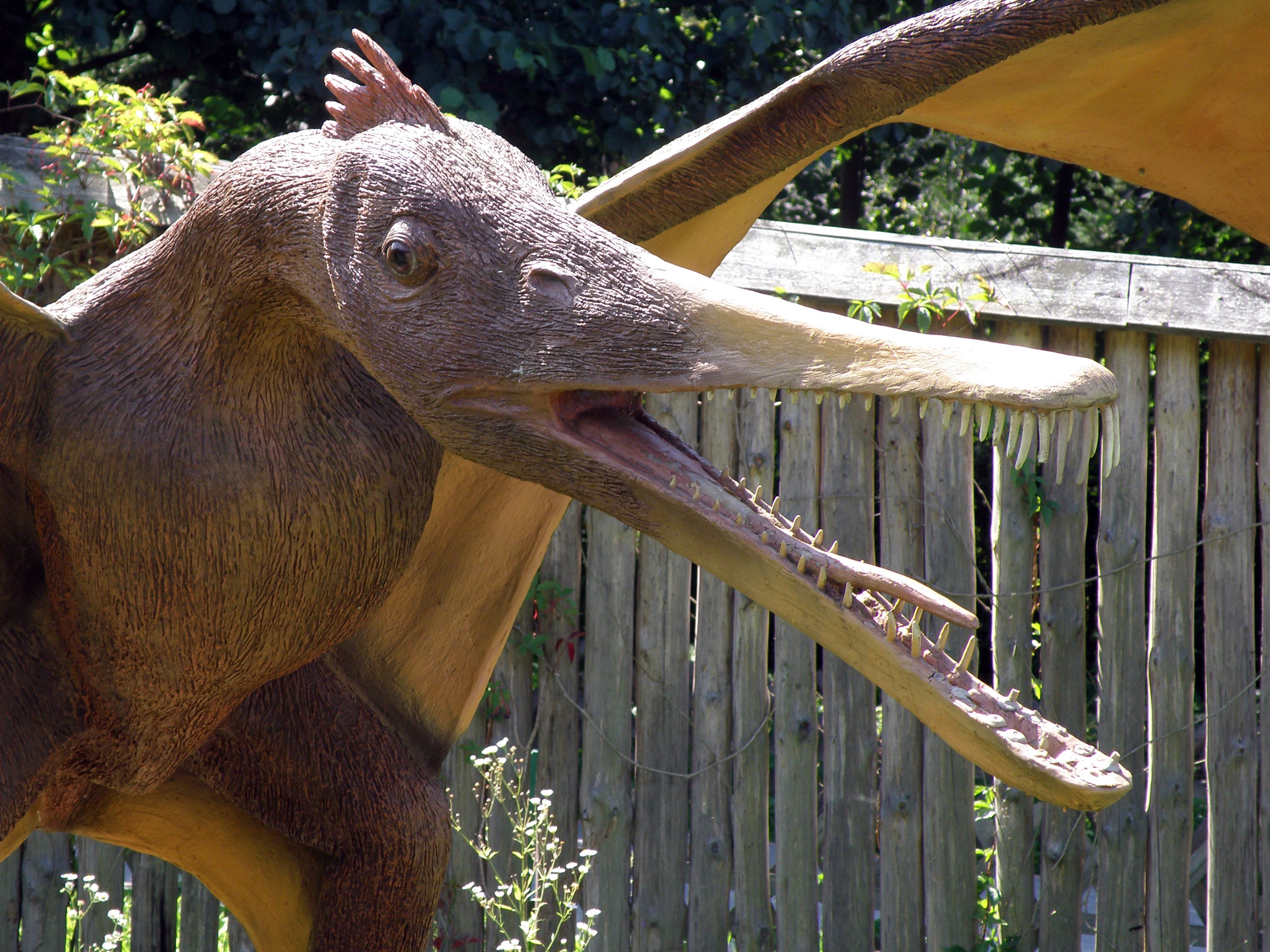
폴란드에 있는 케아라닥틸루스의 모형

케아라닥틸루스의 화석은 브라질 북동부의 아라리페 고원에 있는 산타나 층 중 로무알도 층에서 발견되었다. 길이가 57 센티미터 (1.87 ft)인 두개골 화석은 1983년 이탈리아로 거래되었으며, 거래된 두개골은 윗부분이 심하게 손상된 상태였고, 이는 화석 상인에 의해 복구되었을 것으로 추정된다.

## 특징

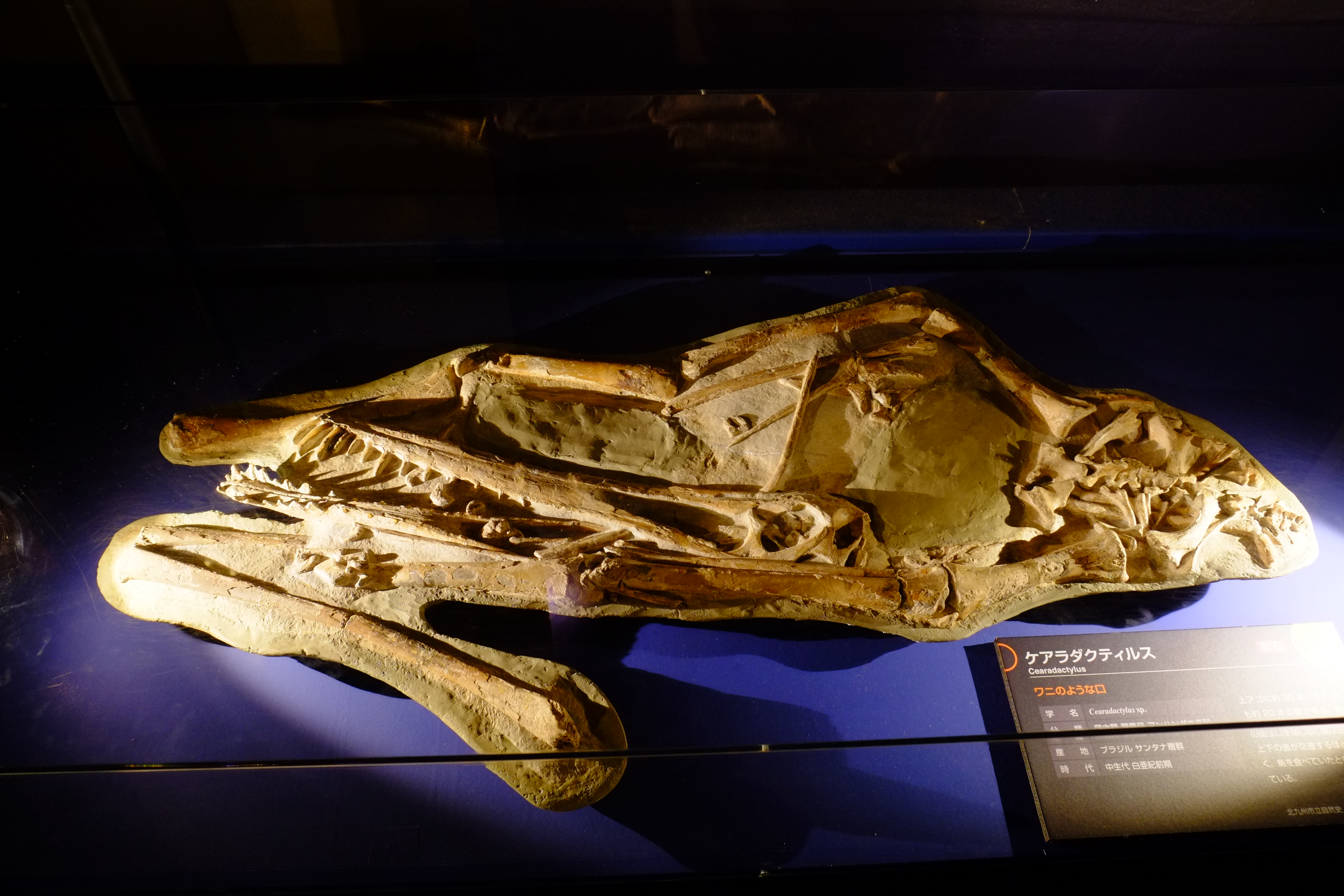
케아라닥틸루스의 화석

케아라닥틸루스의 몸길이는 1.5 미터 (4.9 ft)이고, 날개 길이는 약 5.5 미터 (18 ft)인 것으로 추정되며, 무게는 약 15 킬로그램 (33 lb) 정도이다. 가늘고 긴 바늘 같은 이빨이 여러 개 있는 부리를 지녔는데, 특히 앞니가 두드러지게 크고 안으로 굽어져 있었고, 이를 통해 학자들은 케아라닥틸루스가 주로 물고기를 낚아채 잡아먹었을 것으로 추정한다.